# Plataforma de gel

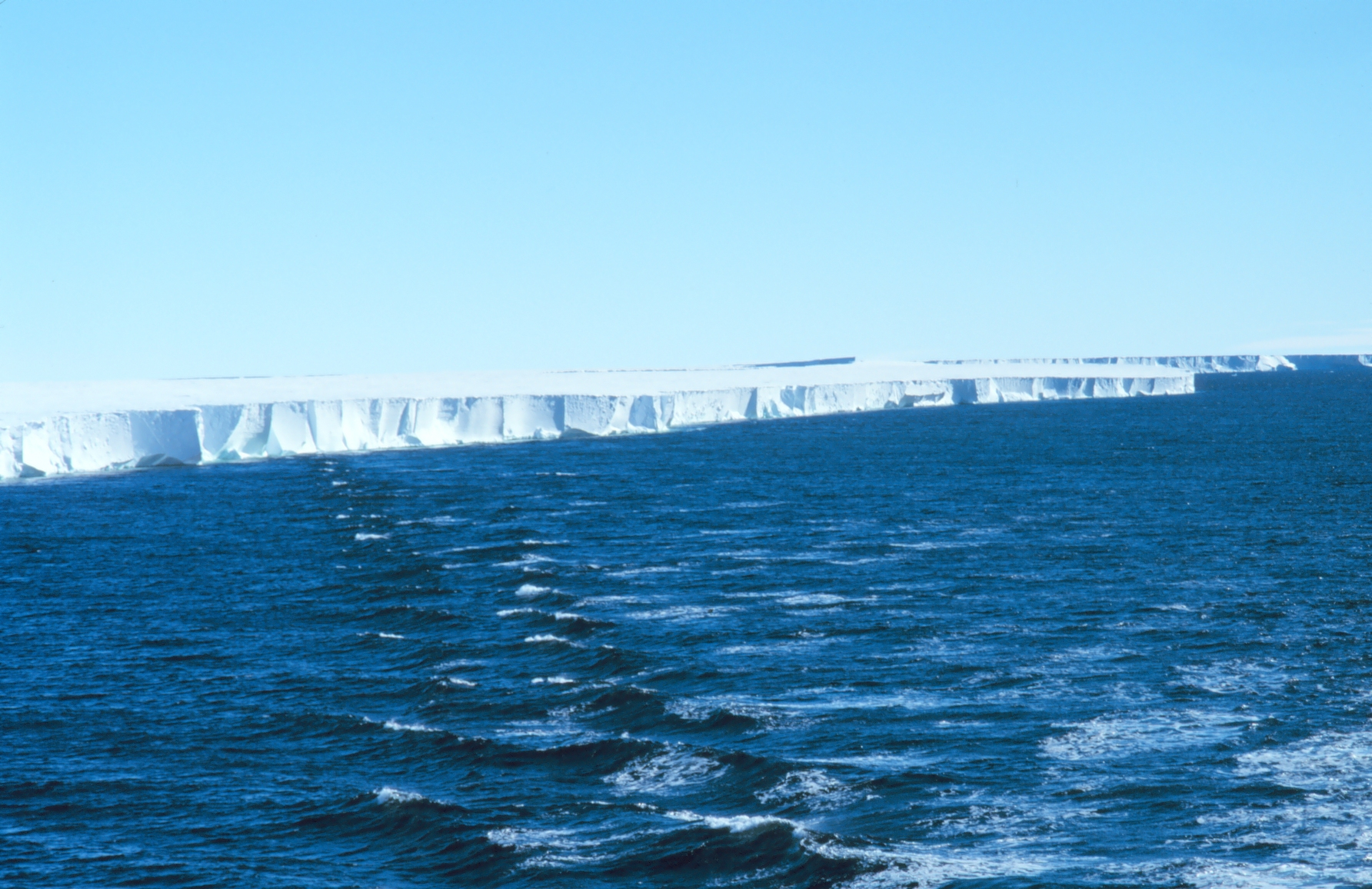
Borde de la barrera de gel de Ross.

 Una plataforma de gel flotant (o també barrera de gel o altiplà de gel) és una gruixuda plataforma flotant de gel que es forma quan una glacera o inlandsis s'estenen lentament des de la costa fins a surar sobre la superfície de l'oceà. Les plataformes de gel només es troben en l'Antàrtida, Groenlàndia i el Canadà.

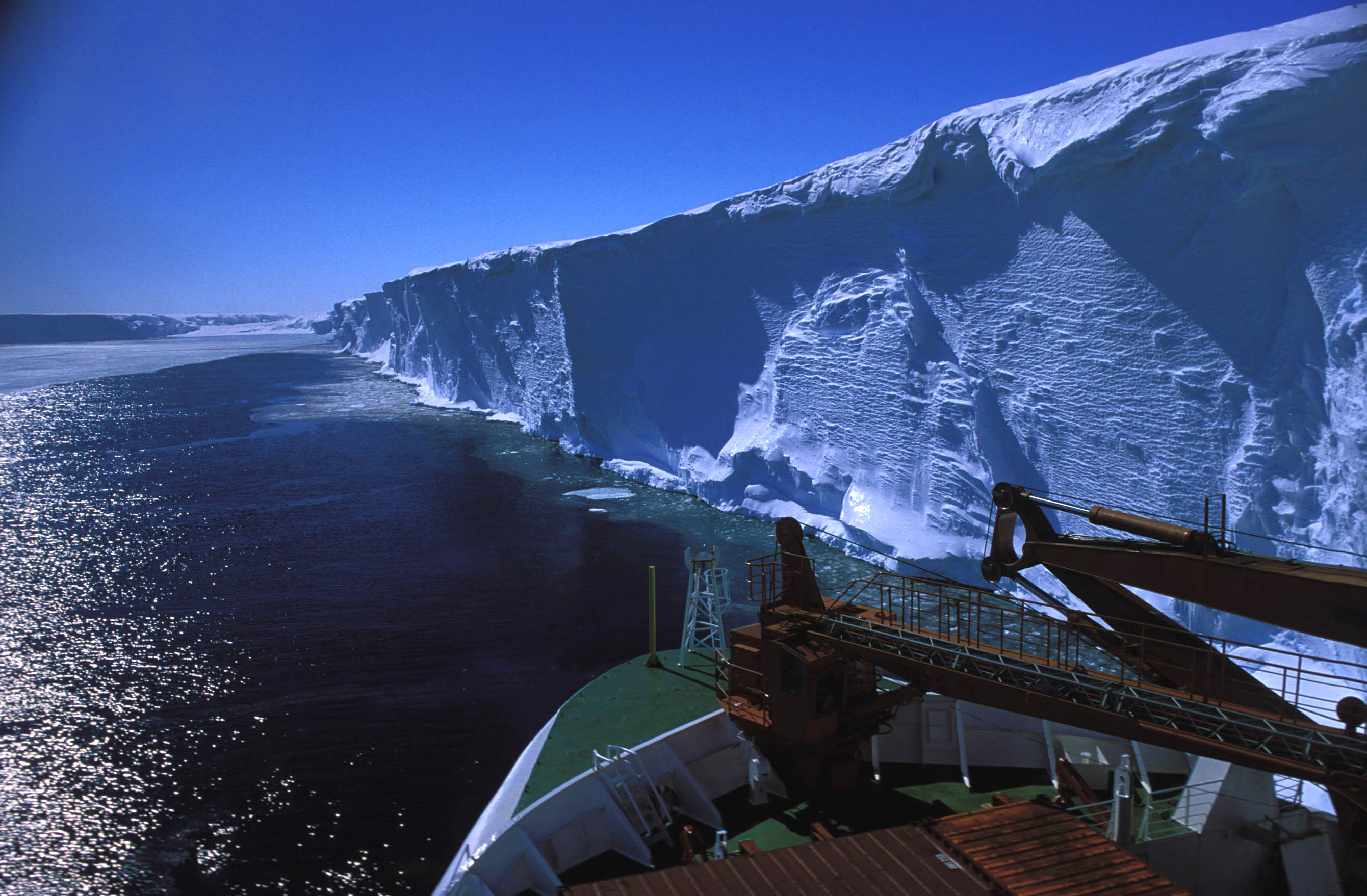
Borde de la plataforma de gel d'Ekström.

La vora externa de les plataformes de gel flotants presenta una imposant paret vertical, de fins a 30 m d'altura sobre el mar, el que va portar als primers exploradors de l'àrtic a denominar-les com Gran barrera («Great Barrier»).

## Descripció
El gruix de les plataformes pot assolir, en alguns casos, fins a 200 m a la part frontal (barrera de gel Larsen), que va incrementant-se cap a terra assolint màxims de fins a 700 m a la zona on el gel està recolzat a terra. A l'àrea fronterera entre la part de glacera (o inlandsis) que reposa sobre la terra i la plataforma flotant se li denomina línia de terra («grounding line»), i s'observa a la superfície del gel, per un seguit d'esquerdes produïdes per la flexió que afecta el gel flotant producte de les marees oceàniques. La línia d'articulació («Hinge line») és la línia que assenyala el final de la zona afectada per la flexió del gel, i és molt difícil de detectar llevat que s'emprin tècniques interferomètriques.
Quan el front de la plataforma retrocedeix, s'agrega aigua dolça a l'oceà i el nivell del mar augmenta. Això no ocorre, en canvi, amb la banquisa, que es forma per la congelació de l'aigua de mar. Les banquises són molt més primes i es formen en tot l'oceà Àrtic i també en l'oceà Glacial Antàrtic que envolta l'Antàrtida.
Les plataformes de gel floten per gravetat, impulsades pels corrents horitzontals de la superfície de l'oceà. Aquest flux mou contínuament el gel de la línia de terra a mar endins, en la part davantera de la plataforma. El principal mecanisme de pèrdua de massa de les plataformes de gel són les separacions d'iceberg, en les quals un tros de gel de la part davantera de la plataforma es trenca i cau al mar. Generalment, el front de la plataforma s'estendrà cap endavant durant anys o dècades amb separacions importants d'iceberg. L'acumulació de neu sobre la superfície superior i la fusió de la superfície inferior són els elements que determinen el balanç de massa  d'una plataforma de gel.
El gruix actual de les plataformes de gel oscil·la entre 100 i 1000 metres. El contrast entre la densitat del gel glacial, que és més dens que el gel normal, i l'aigua líquida, significa que només al voltant d'1/9 dels gels flotants estiguin per sobre de la superfície de l'oceà. Les plataformes de gel més gran del món són la barrera de gel de Ross i la plataforma de gel Filchner-Ronne a l'Antàrtida.
El terme «plataforma de gel capturada» s'ha utilitzat per al gel que apareix sobre un llac subglacial, com en el llac Vostok.

## Trencament a les plataformes de gel

Interacciones entre una glacera i les plataformes de gel.

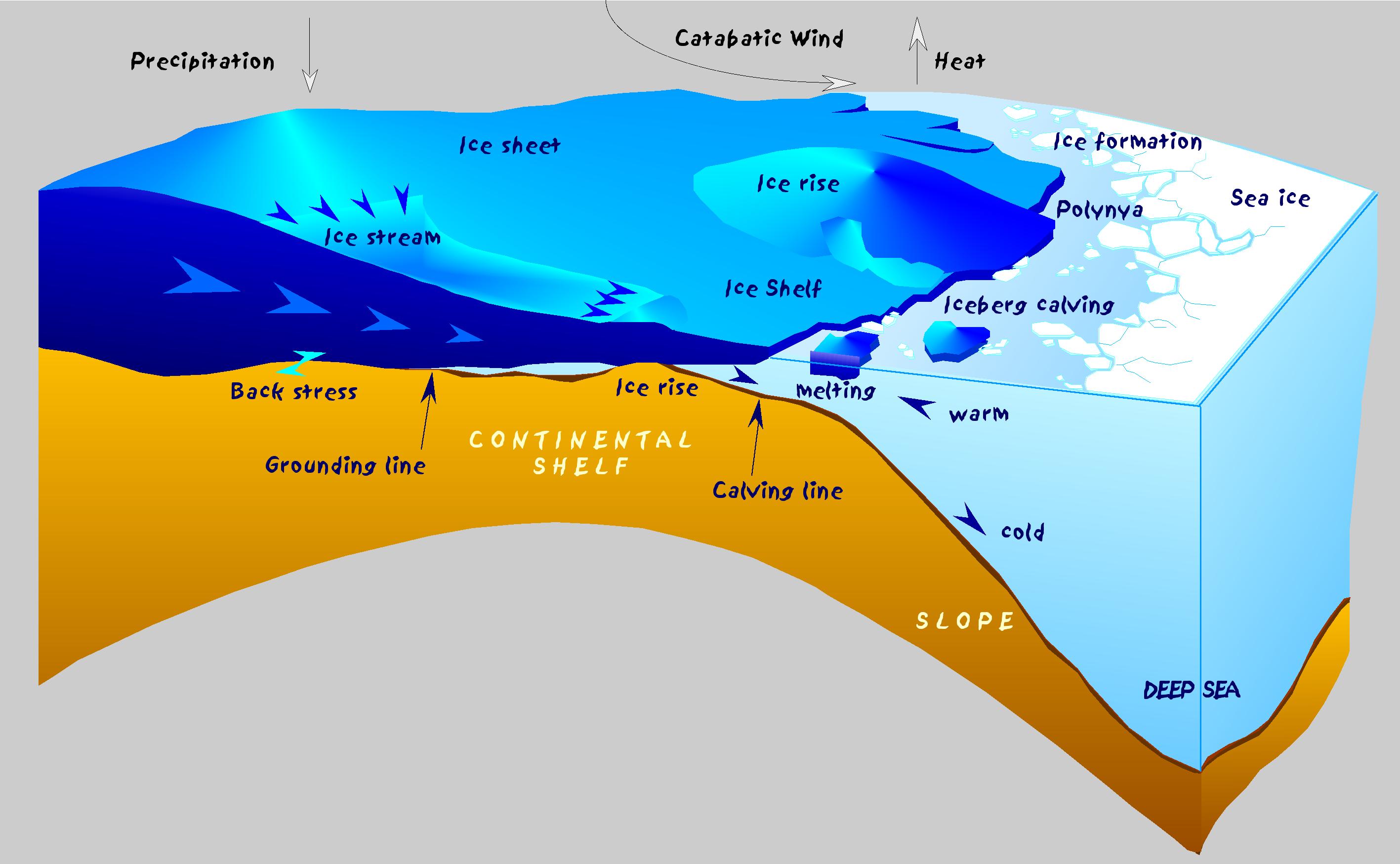
Diagrama que mostra els processos entorn d'una plataforma de gel de l'Antàrtida.

En les darreres dècades, els glaciòlegs han observat importants disminucions en l'extensió de les plataformes de gel, amb grans trencaments i separacions i la completa desaparició d'algunes d'elles.
La plataforma de gel d'illa Ellesmere s'ha reduït en un 90% al segle xx, deixant a part les barreres de gel d'Alfred Ernest, Ayles, Milne, Ward Hunt, Markham. Una campanya de reconeixement de 1986 de les barreres de gel del Canadà va trobar que 48 km² (3,3 km³) de gel s'havien partit de les barreres de gel d'Ayles i de Milne entre 1959 i 1974.
La plataforma de gel d'Ayles es va separar per complet el 13 d'agost de 2005. La plataforma de gel Ward Hunt, la més important i gruixuda (>10 m) de les plataformes de la costa nord de l'illa d'Ellesmere, va experimentar la pèrdua de 600 km² de gel en una separació massiva en 1961-62. D'igual forma, es va reduir en un 27% el gruix (13 m) entre 1967 i 1999. En l'estiu de 2002, la plataforma de gel Ward en va experimentar una altra gran ruptura. Dues seccions de la barrera de gel Larsen de l'Antàrtida es van trencar en centenars d'inusualment petits fragments (de centenars de metres d'amplada o menys) el 1995 i el 2002.
Els trencaments poden estar relacionats amb una perillosa tendència a l'escalfament polar (al voltant de 0,5 °C per dècada des de finals dels anys 1940, que es van començar a mesurar de forma fiable), que forma part de l'escalfament global. Els estudis actuals apunten que l'increment de trencaments del gel es deu a un major desglaç per la part inferior a causa l'increment de temperatura de l'aigua de l'oceà que circula sota el gel.
L'aigua freda dolça produïda per fusió sota les barreres de gel de Ross i Ronne Flichner és un component del corrent de fons de l'Antàrtida.
És un error habitual creure que la fusió de plataformes de gel flotant no pot elevar el nivell del mar. Hi ha un petit efecte a causa que les barreres de gel estan formades per gel fresc, que en fondre's, la seva aigua és menys densa que l'aigua de mar, és a dir, que tenen un major volum de massa que l'aigua de mar. El volum de l'aigua de mar necessari per desplaçar la plataforma de gel és menor que el volum de l'aigua contingut a la plataforma de gel. Si el gel es fon, una petita fracció del volum del gel que està per sobre del nivell del mar, s'afegeix al volum dels mars, augmentant el nivell del mar.

## Barreres o plataformes de gel antàrtiques

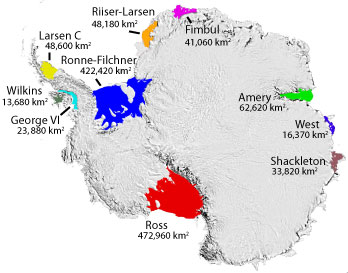
Principals plataformes de gel antàrtiques

El 44% de la costa antàrtica té barreres de gel annexes. La seva àrea total són 1.541.700 km². Les principals plataformes de gel individuals s'enumeren a continuació, en sentit horari, començant a l'oest de l'Antàrtida oriental:
Plataforma de gel Abbot - Plataforma de gel d'Amery - Plataforma de gel Baka - Plataforma de gel de Brunt - Plataforma de gel Cook - Plataforma de gel Cosgrove - Plataforma de gel Crosson - Plataforma de gel Dotson - Plataforma de gel Eduardo VIII - Plataforma de gel Ekstrom - Plataforma de gel de Filchner - Plataforma de gel Fimbul - Plataforma de gel Jorge VI - Plataforma de gel Getz - Plataforma de gel Gillett - Plataforma de gel Hannan - Plataforma de gel Jelbart - Plataforma de gel Jones - Barrera de gel Larsen - Plataforma de gel Làzarev - Plataforma de gel McMurdo - Plataforma de gel Universitat de Moscou - Plataforma de gel Müller - Capa de gel Nansen - Plataforma de gel Nickerson - Plataforma de gel Príncep Gustav - Plataforma de gel Publicacions - Plataforma de gel Quar - Plataforma de gel Riiser-Larsenf - Plataforma de gel de Ronne - Barrera de gel de Ross - Plataforma de gel Shackleton - Plataforma de gel Slava - Plataforma de gel Strange - Plataforma de gel Sulzberger - Plataforma de gel Swinburne - Plataforma de gel Venable - Plataforma de gel Voyeykov - Plataforma de gel occidental - Plataforma de gel Wilkins - Plataforma de gel Wordie - Plataforma de gel Wyers - Plataforma de gel Zubchatyy

## Barreres o plataformes de gel canadenques
Totes les barreres o plataformes de gel flotants del Canadà es troben a l'illa Ellesmere i estan al nord del meridià 82° N. Són les següents:
- Plataforma de gel Alfred Ernest.
- Plataforma de gel d'Ayles (es va trencar el 2005).
- Plataforma de gel M'Clintock.
- Plataforma de gel Markham.
- Plataforma de gel Milne.
- Plataforma de gel Ward Hunt.
- Plataforma de gel Smith.